# Studio 12
Studio 12 est une émission de radio et de télévision musicale québécoise diffusée d'abord sur la Première Chaîne de Radio-Canada (radio), et du 4 octobre 2008 à 2012 à la télévision de Radio-Canada et sur ARTV, ainsi qu'en webdiffusion.

## Présentation
Studio 12 tire son concept de l'émission de radio du même nom, animée par France Beaudoin. Enregistrée en public, elle est diffusée le samedi soir sur la Première Chaîne de Radio-Canada, et en version intégrale le dimanche à 16 h sur le réseau de stations musicales Espace Musique,.
De 2008 à 2012, l'émission est diffusée par la télévision de Radio-Canada à 23 heures chaque dimanche. Elle est présentée par Rebecca Makonnen, qui reçoit un artiste québécois dans le studio 12 de la Maison de Radio-Canada. Celui-ci interprète ses succès en version acoustique et invite à son tour des artistes « coup de cœur » dont il admire le travail. La diffusion de studio 12 est interrompue en 2012.
En 2009, Les Disques SRC éditent la compilation Duos : deux par deux rassemblés, composée de performances enregistrées dans le cadre de l'émission télévisée Studio 12. Des duos rassemblant notamment Yann Perreau et Loco Locass, Vincent Vallières et Daniel Boucher, Catherine Major et Daniel Lavoie, figurent sur le disque.

## Invités
Liste des artistes invités dans l'émission studio 12.

### Saison 4
- Épisode 25, le 25 mars 2012 : Mes Aïeux et Brigitte Saint-Aubin.
- Épisode 24, le 18 mars 2012 : Antoine Gratton, Clément Jacques et Chloé Lacasse.
- Épisode 23, le 11 mars 2012 : Loreena McKennitt et Marie-Jo Thério.
- Épisode 22, le 4 mars 2012 : Élage Diouf et Stefie Shock.
- Épisode 21, le 26 février 2012 : Galaxie et Julien Sagot.
- Épisode 20, le 19 février 2012 : Marie-Pierre Arthur et Jimmy Hunt.
- Épisode 19, le 12 février 2012 : Vulgaires Machins et Fred Fortin.
- Épisode 18, le 5 février 2012 : Misteur Valaire et Socalled.
- Épisode 17, le 29 janvier 2012 : Mara Tremblay et Catherine Durand
- Épisode 16, le 22 janvier 2012 : Pascale Picard avec Daran.
- Épisode 15, le 15 janvier 2012 : Vincent Vallières et Dumas.
- Épisode 14, le 8 janvier 2012 : Andrée Watters.
- Épisode 13, le 31 décembre 2011 : Émission spéciale Jour de l'an, avec Luce Dufault, Brigitte Boisjoli, Johanne Blouin, Marco Calliari, Serge Postigo et Damien Robitaille.
- Épisode 12, le 11 décembre 2011 : Émission spéciale de Noël, avec Anne Dorval, Renée Claude et Marie Denise Pelletier. Soirée musicale sous la direction d'André Gagnon.
- Épisode 11, le 4 décembre 2011 : Caracol et Philippe B.
- Épisode 10, le 27 novembre 2011 : Mario Pelchat et Steve Marin.
- Épisode 9, le 20 novembre 2011 : L et Martin Léon.
- Épisode 8, le 13 novembre 2011 : Catherine Major et Coral Egan.
- Épisode 7, le 6 novembre 2011 : Roch Voisine et Luc De Larochellière.
- Épisode 6, le 30 octobre 2011 : Marc Déry et Laurence Hélie.
- Épisode 5, le 23 octobre 2011 : Marie-Josée Lord et H'Sao.
- Épisode 4, le 16 octobre 2011 : DJ Champion et Kid Koala.
- Épisode 3, le 9 octobre 2011 : Richard Séguin et Samian.
- Épisode 2, le 2 octobre 2011 : Marie-Élaine Thibert et Daniel Lavoie.
- Épisode 1, le 25 septembre 2011 : Radio Radio et The Lost Fingers.

### Saison 3
- Épisode 25 (27 mars 2011) : Robert Charlebois partage la scène avec Les Charbonniers de l'enfer.
- Épisode 24 (20 mars 2011) : Les membres du groupe Alfa Rococo accompagnés, entre autres, de Jérôme Minière.
- Épisode 23 (13 mars 2011) : Nicole Martin s'entoure, entre autres, des musiciens de son album Cocktail de douceur et de Joël Legendre.
- Épisode 22 (6 mars 2011) : Jorane s'entoure, entre autres, de Quatuor Orphée et de Valérie Milot.
- Épisode 21 (27 février 2011) : Dumas s'entoure, entre autres, de Pierre Flynn et de Marc Hervieux.
- Épisode 20 (20 février 2011) : Diane Tell s'accompagne, entre autres, d'Anodajay.
- Épisode 19 (13 février 2011) : Tiken Jah Fakoly s’entoure, entre autres, de Shauit et de Caracol.
- Épisode 18 (6 février 2011) : Nanette Workman occupe le studio 12 en compagnie des sœurs Riverin.

### Saison 2
- Épisode 24 (28 mars 2010) : Spécial Révélations Radio-Canada : Marie-Pierre Arthur interprète Elle et Chinatown chante Pénélope.
- Épisode 23 (21 mars 2010) : Karkwa interprète Échapper au sort avec Elisabeth Powell et Sentant la glaise avec Martin Léon.
- Épisode 22 (14 mars 2010) : Bashung : Stéphanie Lapointe, Stefie Shock, Louis-Jean Cormier, Daniel Lavoie et Bïa rendent hommage à Alain Bashung en interprétant, entre autres, Gaby oh Gaby, À Ostende et La nuit je mens.
- Épisode 21 (7 mars 2010) : Mara Tremblay chante Le printemps des amants avec Malajube, Duet tacet avec Fanny Bloom, et L'amour se meurt avec Yann Perreau.
- Épisode 20 (28 février 2010) : Paul Piché chante Essaye donc pas avec Daniel Boucher, Réjean Pesant avec Guillaume Arsenault et L'escalier avec Caracol.
- Épisode 19 (21 février 2010) : Catherine Durand s'entoure, entre autres, de Sylvie Paquette et Marie-Pierre Arthur.
- Épisode 18 (14 février 2010) : Zachary Richard interprète Sweet Daniel en compagnie de Kevin Parent, Sahara avec Catherine Major et Some Day avec Bobby Bazini.
- Épisode 17 (7 février 2010) : Luce Dufault chante I Can't Stand the Rain avec Jason Lang et Des milliards de choses avec La Bande Magnétik.
- Épisode 16 (31 janvier 2010) : Fred Fortin interprète Bobbie avec Les Charbonniers de l'enfer, Madame Rose avec Ray Bonneville (en) et Le cinéma des vieux garçons avec René Lussier.
- Épisode 15 (24 janvier 2010) : Le groupe Beast collabore avec Deweare (en) et Martin Léon.
- Épisode 14 (17 janvier 2010) : Les Trois Accords chantent entre autres, Canary Bay avec Pépé et sa guitare et Au bar des suicidés avec Pierre Lapointe.
- Épisode 13 (31 décembre 2009) : Studio 12 reçoit Mes Aïeux, Michel Rivard, Plume Latraverse et Damien Robitaille.
- Épisode 12 (13 décembre 2009) : Studio 12 reçoit Emilie-Claire Barlow, Bruno Pelletier et Geneviève Jodoin.
- Épisode 11 (6 décembre 2009) : Vincent Vallières interprète Complot d'enfants avec Marc Déry et L'amour au coin de la rue avec Marie-Pierre Arthur.
- Épisode 10 (29 novembre 2009) : Studio 12 reçoit Caracol, Paul Cargnello (en) et Serena Ryder.
- Épisode 9 (22 novembre 2009) : Studio 12 reçoit Luc de Larochellière, Sophie Beaudet, Elisapie Isaac et Aurelia O'leary.
- Épisode 8 (15 novembre 2009) : Studio 12 reçoit Florent Vollant, Michel Faubert et Harry Manx.
- Épisode 7 (8 novembre 2009) : Térez Montcalm interprète La foule avec Betty Bonifassi et Rue des troubadours avec Michel Cusson et Luck Mervil.
- Épisode 6 (1er novembre 2009) : Patrick Norman interprète Perce les nuages avec Laurence Jalbert, La guitare de Jérémie avec Martin Deschamps, C'est pour toi que je chante avec Gilles Valiquette et Ma belle avec Ray Bonneville (en).
- Épisode 5 (25 octobre 2009) : Antoine Gratton interprète 500 000 mile avec Dee, L'étoile avec Fred Fortin à la batterie, Tous les jours avec Manuel Gasse et Six heures moins quart avec Paul Daraîche.
- Épisode 4 (18 octobre 2009) : Marc Hervieux interprète La Quête avec Luce Dufault, Ego Trip avec Lyne Fortin et Rocket man avec Sylvain Cossette.
- Épisode 3 (11 octobre 2009) : En compagnie d'Amylie et de Gaële, Damien Robitaille interprète plusieurs de ses chansons dont Homme autonome, Mon nom et Casse-tête.
- Épisode 2 (4 octobre 2009) : Elisapie Isaac interprète Butterfly avec Antoine Gratton, Wish Song avec Jorane et Inuk avec Samian.
- Épisode 1 (27 septembre 2009) : Stéphanie Lapointe évoque Albin de la Simone et son admiration pour Charles Aznavour.